# Ctenisodes pulvereus
Ctenisodes pulvereus är en skalbaggsart som först beskrevs av Leconte 1851.  Ctenisodes pulvereus ingår i släktet Ctenisodes och familjen kortvingar. Inga underarter finns listade i Catalogue of Life.